# ICE Sprinter
ICE Sprinter is de naam van ICE-treindienst van de Duitse spoorwegen (DB Fernverkehr) tussen enkele grote Duitse steden, waarbij weinig tussenstops worden gemaakt. De treinen zijn daardoor ongeveer een half uur sneller dan de reguliere ICE-treinen.
De treinen rijden in de ochtend (vertrek kort na 6:00 uur) en deels ook in de avond (vertrek kort na 18.00 uur), op vijf trajecten tussen Berlijn, Frankfurt am Main, Hamburg en Keulen. De treinen rijden met weinig of zelfs geen tussenstops. Zij zijn onderworpen aan dezelfde maximumsnelheden als andere ICE-treinen. Haltes die wel worden aangedaan zijn Düsseldorf, Duisburg, Essen en Hannover.
De diensten worden gereden met ICE 1- en ICE 2-treinen.
Sinds het gereedkomen van de hogesnelheidslijn Erfurt - Erlangen (- Bamberg - Neurenberg) in 2017 zijn er ook Sprinterdiensten ingevoerd tussen Berlijn en München. Die worden door ICE 3-treinen verzorgd waarbij deze ook tussen Halle en Erfurt, en tussen Neurenberg en Ingolstadt, met 300 km/h kunnen rijden.

## Dienstregeling
De volgende diensten worden door de ICE Sprinter gereden:
| Nummer    | Beginstation      | Tussenstop(s)             | Eindstation       | Reistijd Sprinter (Reistijd overige ICEs) | Dagdeel                                                           | Treintype           |
| --------- | ----------------- | ------------------------- | ----------------- | ----------------------------------------- | ----------------------------------------------------------------- | ------------------- |
| 1091 1093 | Berlijn           | —                         | Frankfurt am Main | 3:36 3:37 (4:12)                          | ochtend (maandag tot vrijdag) avond (maandag tot vrijdag, zondag) | ICE 1               |
| 1092 1090 | Frankfurt am Main | —                         | Berlijn           | 3:37 3:35 (4:12)                          | ochtend (maandag tot vrijdag) avond (maandag tot vrijdag, zondag) | ICE 1               |
| 1094      | Hamburg           | Essen Düsseldorf          | Keulen            | 3:29 (4:04)                               | ochtend (dinsdag tot donderdag, deels maandag tot donderdag)      | ICE 2 (Halve trein) |
| 1095      | Keulen            | Düsseldorf Duisburg Essen | Hamburg           | 3:29 (4:04)                               | ochtend (dinsdag tot donderdag, deels maandag tot donderdag)      | ICE 2 (Halve trein) |
| 1097      | Hamburg           | Hannover                  | Frankfurt am Main | 3:21 (3:36)                               | ochtend (maandag tot vrijdag)                                     | ICE 1               |

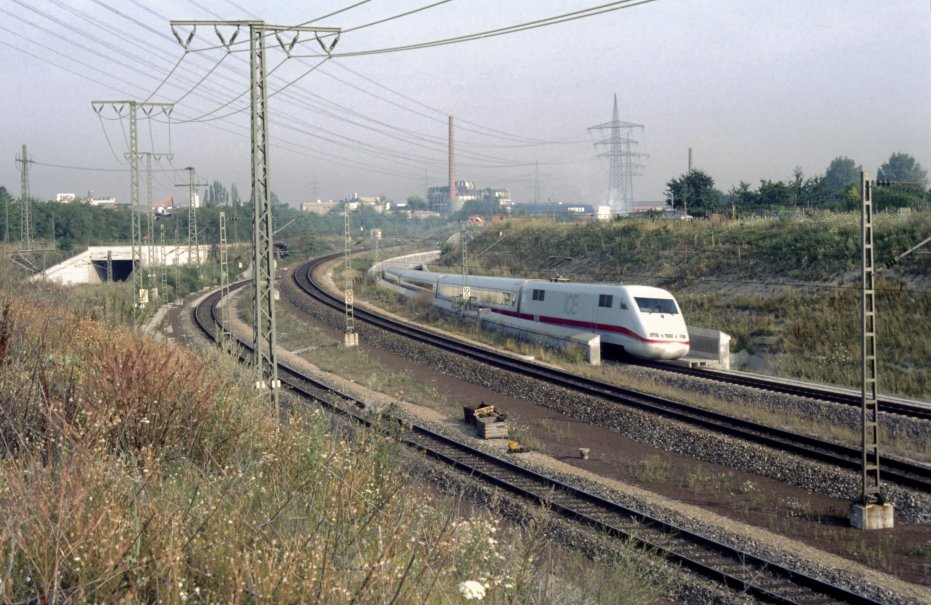
De ICE-Sprinter van Frankfurt naar München, in de buurt van Stuttgart